# Capsule de Glisson
La capsule de Glisson, capsule fibreuse de Glisson ou capsule (ou tunique) fibreuse du foie dans la nomenclature anatomique (termes modernes et anciens), est une gaine de tissus conjonctifs denses qui adhère au foie et qui s’invagine dans le parenchyme hépatique permettant de déterminer des lobes.

## Description
La description de Jean Cruveilhier de 1837 est toujours valable : 

« On voit très bien cette membrane dans les régions du foie qui sont dépourvues de péritoine. Il devient ensuite facile de la démontrer dans tout le reste de la surface de cet organe. Elle constitue l'enveloppe immédiate du foie : adhérente à la tunique péritonéale par sa face externe, elle adhère, par sa face interne, au tissu du foie à l'aide de prolongements fibreux qui s'interposent aux granulations, et forment à chacune d'elles une enveloppe distincte.
Parvenue dans la scissure transverse, cette membrane la tapisse, et envoie autour des divisions de la veine porte, de l'artère hépatique propre et des canaux biliaires correspondants, des prolongements qui forment à ces groupes de vaisseaux, des espèces de gaines cylindriques, lesquelles se divisent et se subdivisent comme eux.
Ce sont ces gaines qui constituent la capsule de Glisson, que nous devons par conséquent considérer comme une dépendance de la membrane propre. 
La surface interne de ces gaines n'est unie aux vaisseaux que par un tissu cellulaire séreux très lâche. Leur surface externe adhère intimement au tissu du foie à l'aide de prolongements fibreux qui s'entre-croisent sous toutes sortes de directions, forment aux granulations profondes une enveloppe analogue à celle que nous avons vue émaner de la membrane propre.
Il en résulte que le foie est traversé dans toutes les directions par des prolongements fibro-cellulaires très déliés, vaste réseau dans lequel les granulations sont  contenues. 
Cette membrane propre est d'ailleurs de nature fibreuse et nullement de nature musculeuse, ainsi que l'avait admis Glisson. 
La membrane propre est véritablement la charpente du foie :
- elle fournit à cet organe une enveloppe générale ;
- elle envoie un prolongement canaliculé autour de la veine-porte, de l'artère hépatique et des canaux biliaires… »

## Éponymie
La capsule de Glisson est ainsi nommée en l'honneur du médecin anglais Francis Glisson qui l'a décrite pour la première fois en 1654 dans son Anatomia hepatis, tandis que c'est à Joseph-Pierre Pétrequin que l'on doit la première hypothèse à propos de sa fonction.